# 멘돌섬

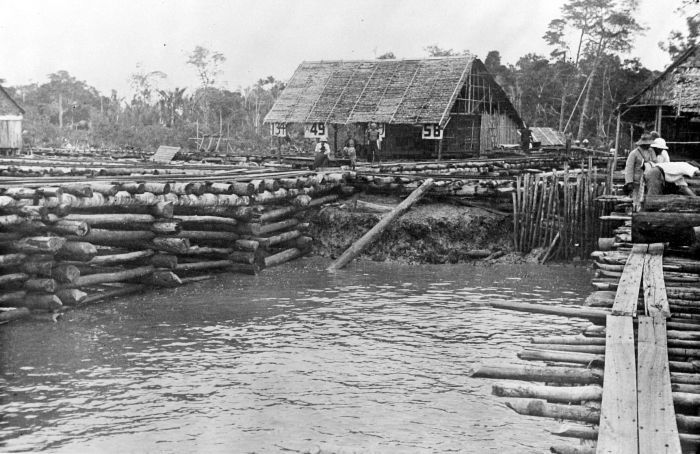

멘돌섬(Mendol Island)은 인도네시아 리아우주의 섬이다. 멘돌섬은 주변 지역의 정미 헛간 역할을 한다.